# شورای اجرایی ایالت پنانگ
شورای اجرایی ایالت پنانگ (به انگلیسی: Penang State Executive Council) قوه مجریه دولت پنانگ، یکی از ایالت‌های مالزی است. ریاست آن بر عهده وزیر اعظم بوده که رئیس دولت است و توسط فرماندار، رئیس ایالت پنانگ منصوب می‌شود، شورای اجرایی همچنین از چهار تا ده نفر دیگر، از نماینده‌های ایالتی مجلس قانونگذاری ایالتی پنانگ، به اضافه وزیر امورخارجه ایالت، مشاور حقوقی و مدیر امور مالی تشکیل شده است.